# أبو الحسن (فنان)
أبو الحسن (1589 - حوالي 1630) كان رسامًا مغوليًا للمنمنمات في دلهي بالهند في عهد جهانجير، وأصله من هرات في إيران.

## السيرة

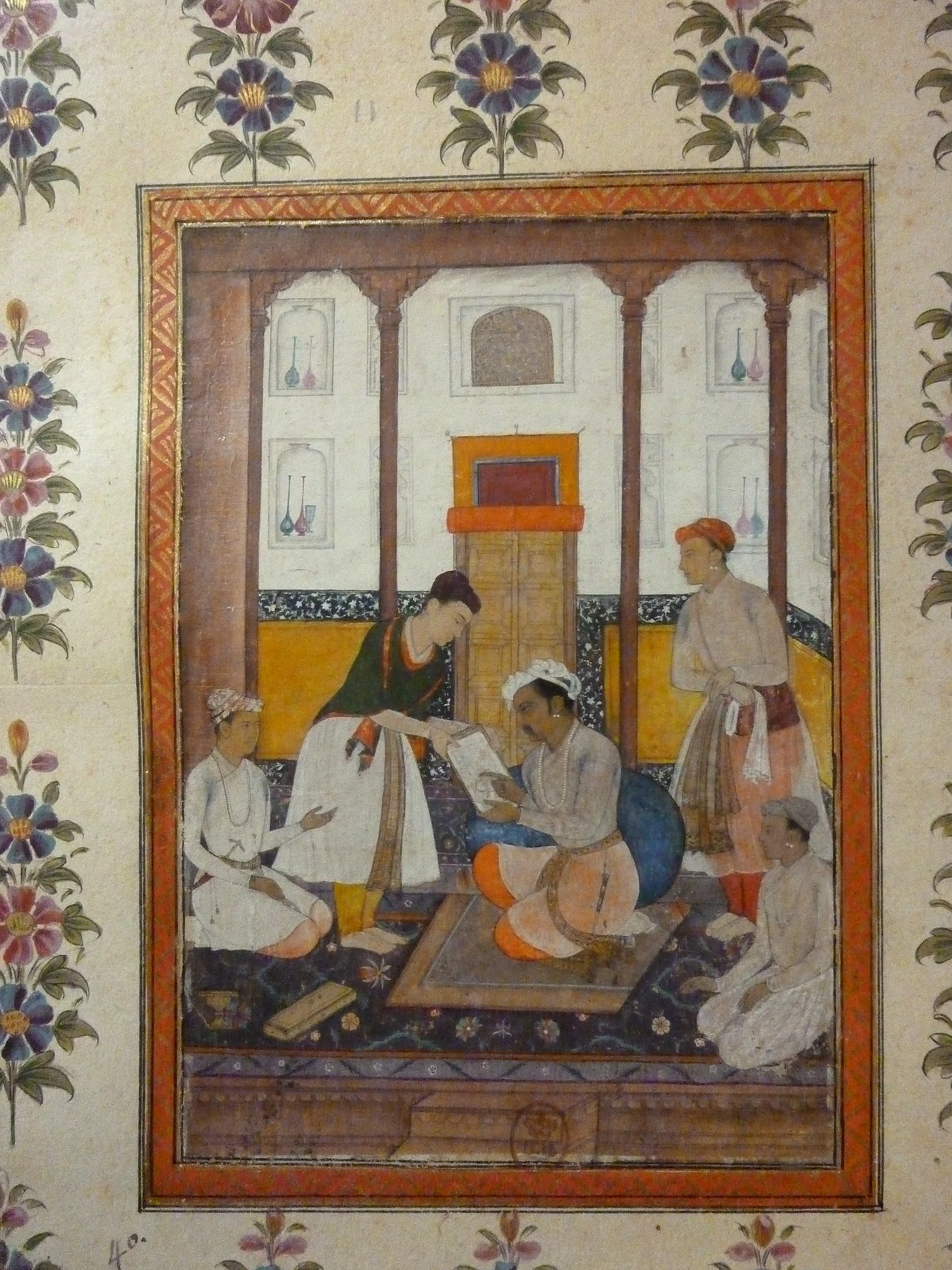
«الفنان أبو الحسن يُهدي لوحة للأمير سليم»، لأبي الحسن المغولي، حوالي عام 1600

أبو الحسن هو ابن آقا رضا الهروي من هرات في إيران الصفوية، وهي مدينة ذات تقاليد فنية. كان آقا رضا فنانًا وتولى العمل مع جهانجير (حكم من عام 1605 إلى عام 1627) قبل اعتلاء الأخير عرش سلطنة مغول الهند. وعندما بدأ أبو الحسن بإنتاج الفن، أُعجب السلطان جهانجير بمهارات الصبي. في عام 1599، انتقل أبو الحسن مع جهانجير إلى بلاطه الذي تأسس حديثًا في الله أباد.
اعتبر الإمبراطور أبا الحسن شخصًا خاصًا بالنسبة له وتحت رعايته. يرجع ذلك إلى أنه على الرغم من أن أعمال أبو الحسن الفنية كانت مشابهة في كثير من النواحي لأعمال والده ذات التأثير الهولندي والإنجليزي، إلا أنها كانت تعتبر ذات جودة أعلى مماثلة لأعمال الأساتذة الأكبر سنًّا في هذا المجال. قال جهانجير عن أبي الحسن أنه ليس له مثيل، وعن العمل الذي تم على الصفحة الأولى لمذكراته بأنه فريد، منح السلطان أبا الحسن لقب نادر-أوز-سامان ("عجائب العصر") في عام 1618 م.
كانت المهمة الرئيسة لأبي الحسن هي توثيق الأحداث في بلاط السلطنة، مما أدى إلى إكمال العديد من الصور الشخصية. كانت الصور الشخصية هي السمة المميزة لحكم جهانجير. لم ينجُ الكثير من لوحات أبي الحسن، ولكن تلك التي تحدده باعتباره الفنان تُظهر أنه عمل أيضًا على مجموعة من الموضوعات، بما في ذلك بعض المشاهد اليومية واللوحات السياسية التي أظهرت السلطان وسلطنة مغول الهند في ضوء إيجابي وقوي. بالإضافة إلى الأعمال الفنية الأصلية، قام أبو الحسن أيضًا بتنقيح لوحات فنانين آخرين (أحد الأمثلة أدناه: رقص الدراويش)
كانت مسيرة أبو الحسن منسجمة مع التطورات في أسلوب اللوحات المغولية. ومع ذلك، عندما انتهى حكم جهانجير، وبدأ شاه جهان حكمه، أصبحت مسيرة أبي الحسن أقل نشاطًا حتى عام 1628 م، ومنذ تلك النقطة فصاعدًا، لم يعد هناك دليل على إنتاجه للفن.

### الأعمال
| عنوان                                                              | السنة      | الموقع الحالي               | ملاحظات | المواد                                                     |
| ------------------------------------------------------------------ | ---------- | --------------------------- | --- | ---------------------------------------------------------- |
| دراسة القديس يوحنا المبشّر بعد ألفريخت دورر                         | 1600 -1601 | متحف الفن الموسيقي          | تم الانتهاء من قبل الفنان في سن 13 عامًا ، ويعتبر هذا دراسة دقيقة لأصل ألفريخت دورر (فنان ألماني). | إبرة على الورق                                             |
| القذف الملوث                                                       | 1610 -1615 | متحف الفن الموسيقي          | صور طائر ذي ذيل شقق، عادة ما يجد في جبال الهيمالايا والذي تم القبض عليه في صيد في جانجسبور (التي ليست موقع معروف اليوم) الذي طلب الإمبراطور أن يتم رسمها. لكن لا يكتمل أبو الحسن، بل فنان آخر يطلق عليه اسم هارف من خلال تسمية. الفوليو من آلبوم شاه جهان | الحبر واللون المائي غير الشفاف والذهب على الحرير           |
| جهانجير يطلق السهم على رأس مالك عنبر                               | 1620       | معرض الفن الحر              | | الألوح المائية غير الشفافة والحبر والذهب على الورق         |
| السلطان جهانجير ينتصر على الفقر                                    | 1620 -1625 | متحف لوس أنجلوس كونتية للفن | | اللون المائي غير الشفاف والذهب والحبر على الورق            |
| مشهد داربار في جهانغير                                             | 1615       | معرض الفن الحر              | أبو الحسان لا يضع علامة على الكرة الأرضية، لكنه يضعها تحت قدم الإمبراطور جهانغير ويمنح الإمبراير مفتاح الكرة الأرضي. يقرأ النقش: "مفتاح النصر على العالمين يُوكل في يده". | الألوح المائية غير الشفافة والحبر والذهب على الورق         |
| تمثيل مزبور للإمبراطور جهانغير وشاه عباس من بلاد فارس              | 1618       | معرض الفن الحر              | هذه اللوحة السياسية كانت مستوحاة، وفقا لأبو الحسن، من حلم. يظهر هذا الفيلم "جاهانغير" وأباس في حالة يقع فيها الإمبراطور المغولي، جهانغير، في وضع أقوى، يقف على أسد، ويحتضن شاه عباس الأقصى من إيران (أبن عمه) الذي يقف على حمل صغير ولا يستطيع الوصول بالكامل إلى جسم جهانغير. في الواقع كان الاثنان أعداء يتنافسان على الأراضي في أفغانستان ولم يحدث هذا المشهد في الواقع.                                                                   | الألوان المائية غير الشفافة والحبر والفضة والذهب على الورق |
| الإمبراطور المغولي جهانغير مع هالو الذهبية الشمسية، يحمل كرة الأرض | 1617       | مكتبة (سوتبي) للصور، لندن   | كانت الأثرية الخريطة، مثل الكرة الأرضية في هذه اللوحة، تعتبر متميزة ويمكن أن تزيد من سمعة مالك أو حامل مثل هذا الكائن. كان رمزًا للملكية مثل التاج هذه اللوحة رسمت في ماندو الآيات الفارسية تعتزم عظمة الإمبراطور في سياق الإمبراطاريات العالمية الأخرى. في هذه اللوحة ، لا يتم وضع علامة على الكرة الأرضية. تصل طول هذه اللوحة إلى 197 × 128.5 سم وهي أكبر لوحة مغلية معروفة.                                                                 | غاوش ذو ذهب على القطن النقي                                |
| السواحب في شجرة الطائرة                                            | 1610       | المكتبة البريطانية          | واحدة من أكثر لوحات الشعبية ارتباطاً باسم أبو الحسن، "السناجب في شجرة طائرة"، هي صورة لحالة الحيوانات وحركةها. الرسم يظهر السوائر الأوروبية غير معروفة في الهند. لا يوضح التوقيع على اللوحة: نادير العصر ("معجزة العصر") هو لقب مستاد منصور، وليس أبو الحسن، ولكن اللوحة ليست في نمط مستاد منصur. من الممكن أن يكون كلا الرسامين تعاونا على هذا اللوحة.                                                                                        | غاوش على الورق                                             |
| "جهانغير" يُسْتَحْبّبُ "عباس"                                            | 1620       | معرض الفن الحر              | على الرغم من أن المشهد الموضح في هذه اللوحة لم يحدث أبداً، إلا أنه يظهر استقبال الشاه الصافوي عباس الأول من قبل الإمبراطور المغول. داخل اللوحة العديد من الأشياء والناس الذين استخدموا لرفع بلاط المغول والسلطان "جهانجير" ، مثل الصور الدولية وعلامات الوضع. أحد الأمثلة هو ديانا أوتوماتون. أصبحت هذه اللوحة جزءًا من ألبوم سانت بطرسبرغ عندما تم الاستيلاء عليها ، وكذلك العديد من الأعمال الفنية المغولية الأخرى ، من نادر شاه في عام 1739. | الألوان المائية الغير مرئية، الذهب والحبر على الورق        |
| "جهانجير" كجمع الثورة                                              | 1623       |                             | يحمل جهانجير، مع هالو حول رأسه، كرة الأرض مع ختم ملكي عليها بينما يرتدي ملابس مغولية. يظهر اللوحة الإمبراطور بعد أن قام بنجاح بإنهاء تمرد يقوده أحد أبناءه الأمير شاه جهان. كان في معرض عقد في متحف الميتروبوليتان، 21 أكتوبر 1987 - 14 فبراير 1988. |                                                            |
| رقص الدراويش                                                       | 1610       |                             | هذه اللوحة تعزى إلى أقه ميرق (وسط القرن السادس عشر) ولكن كان قد رسمت على الأرجح من قبل أبو الحسن (حوالي 1610). يصور حفل Mevlevi Sema '، وهو حدث مليء بالموسيقى والرقص والطقوس. كان في معرض عُقد في متحف الميتروبوليتان، 21 أكتوبر 1987 - 14 فبراير 1988 | الحبر واللون المائي غير الشفاف والذهب على الورق            |

## معرض الصور

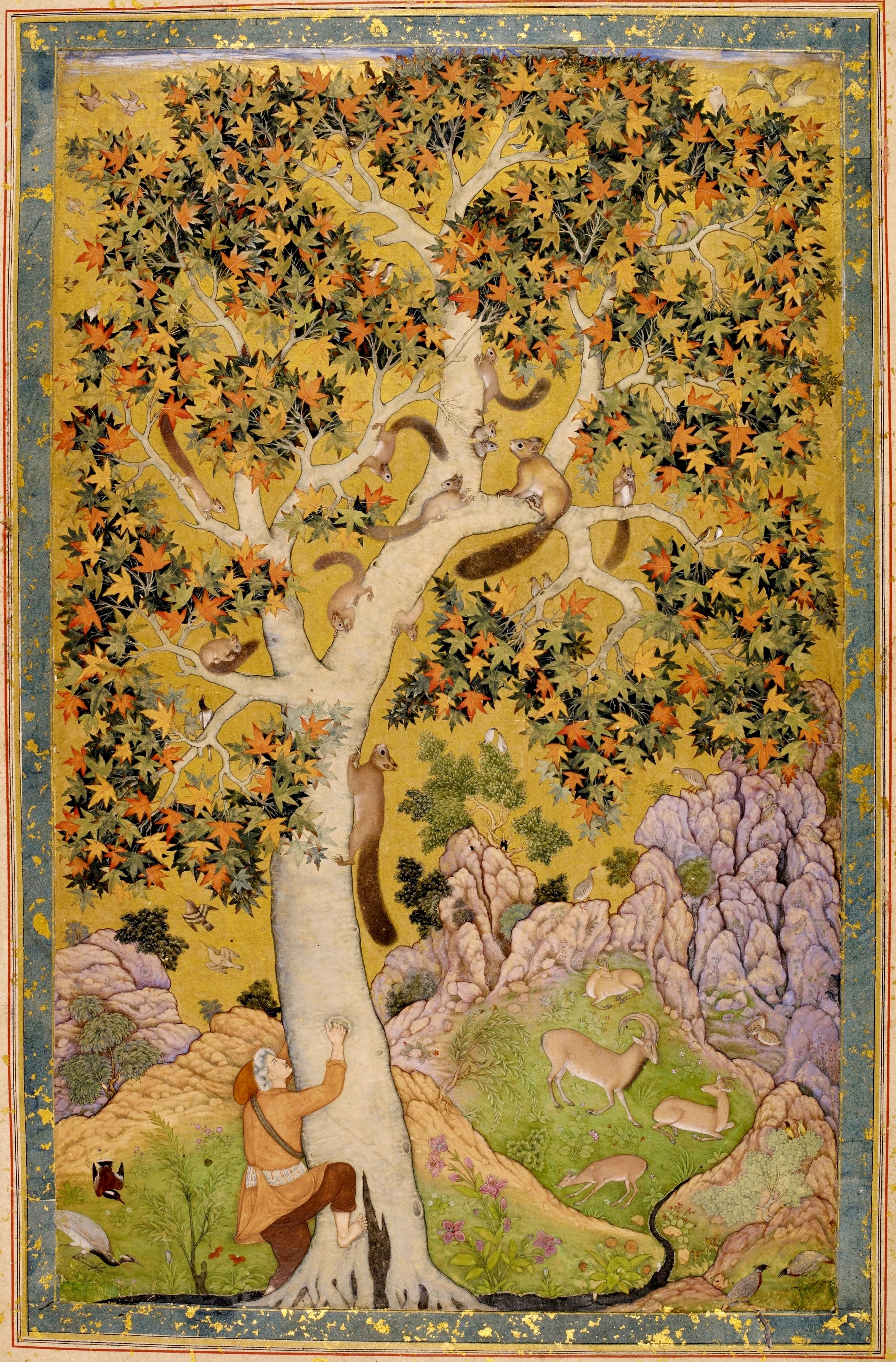
السناجب في شجرة الدلب (حوالي عام 1610).
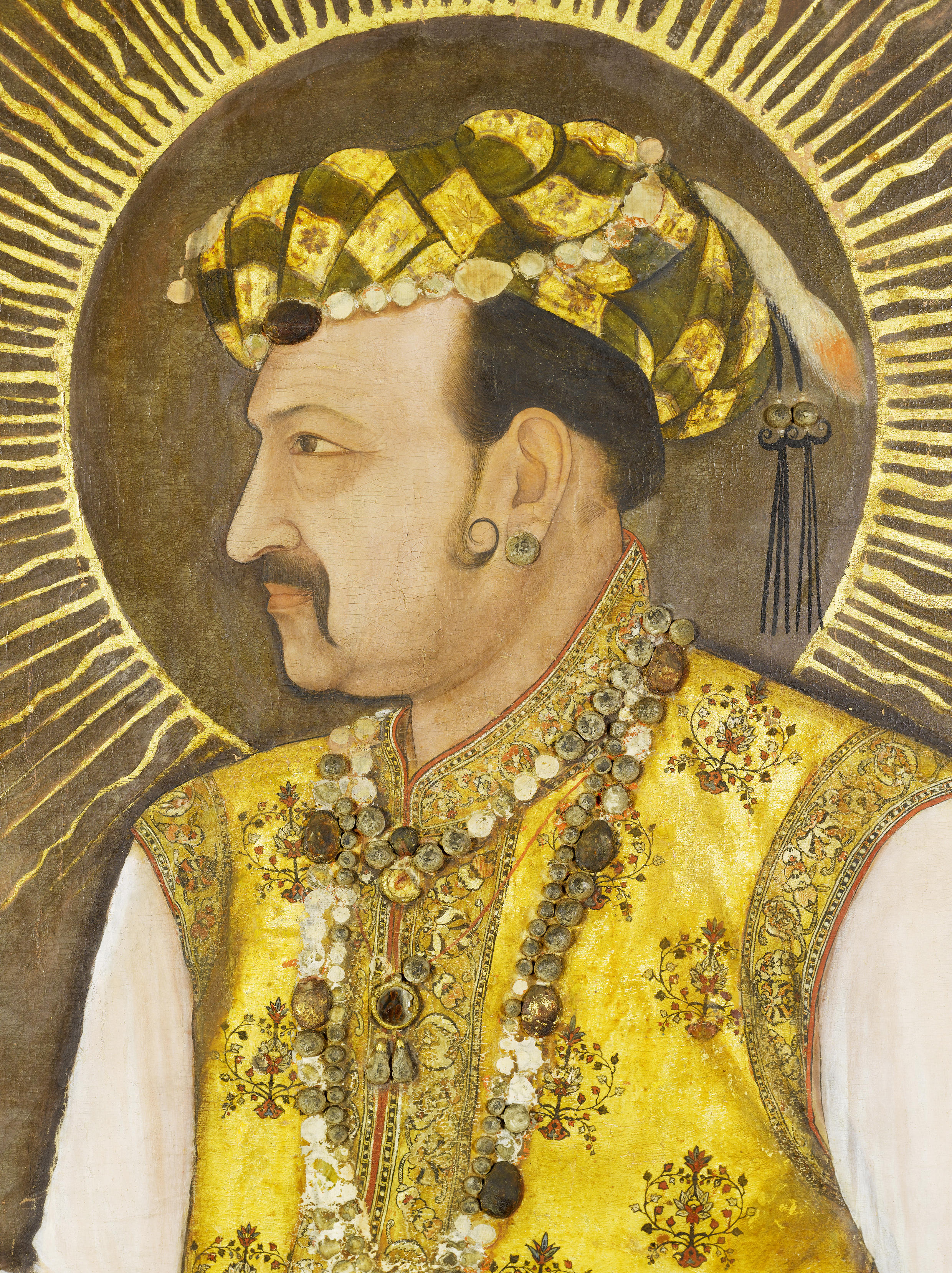
صورة جهانجير (تفصيلية) بريشة أبو الحسن، 1617.
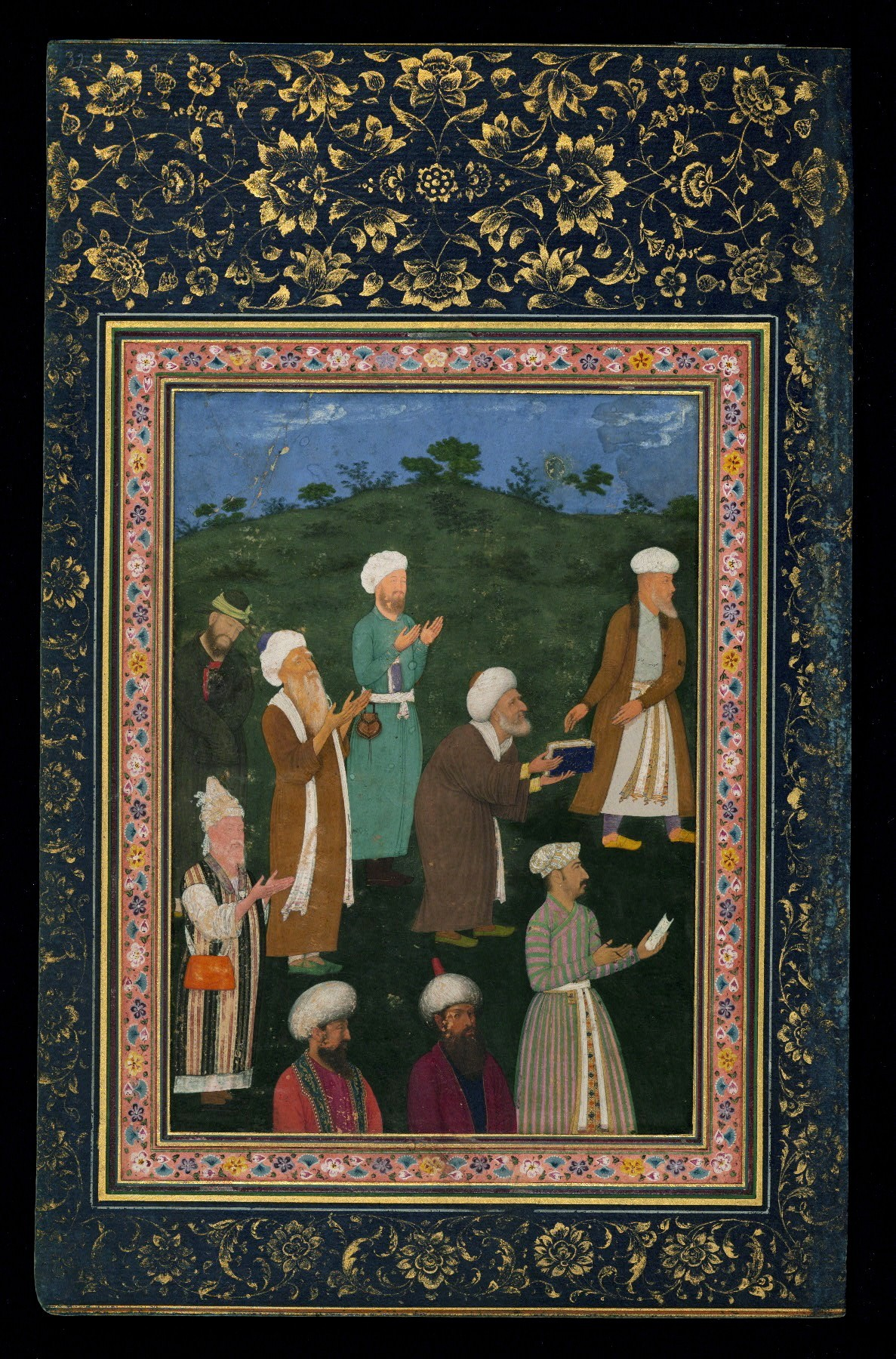
يقدم السعدي كتابًا من قصائده، 1615، متحف والترز للفنون .
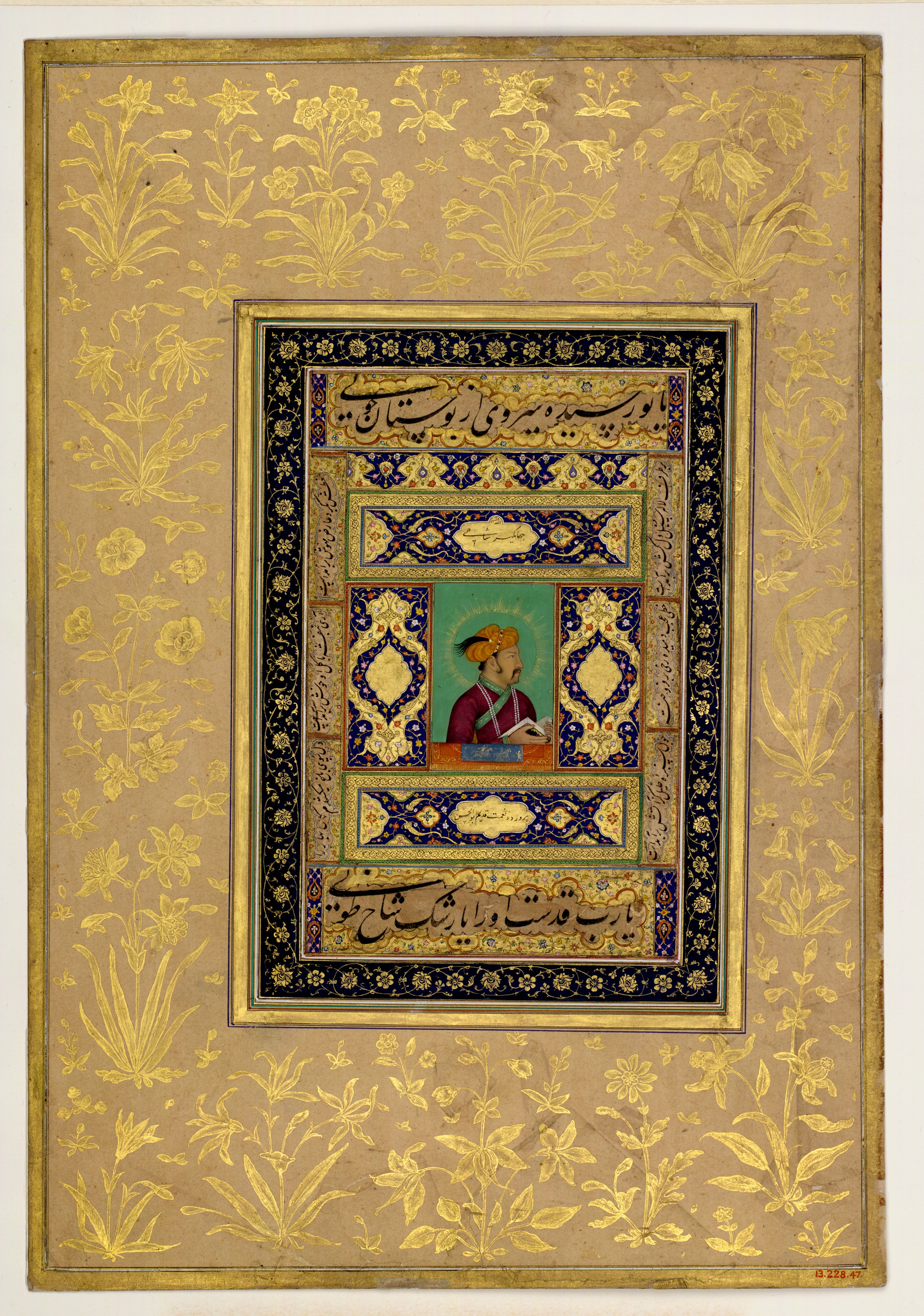
صورة جهانجير، 1615-1620، متحف متروبوليتان للفنون .
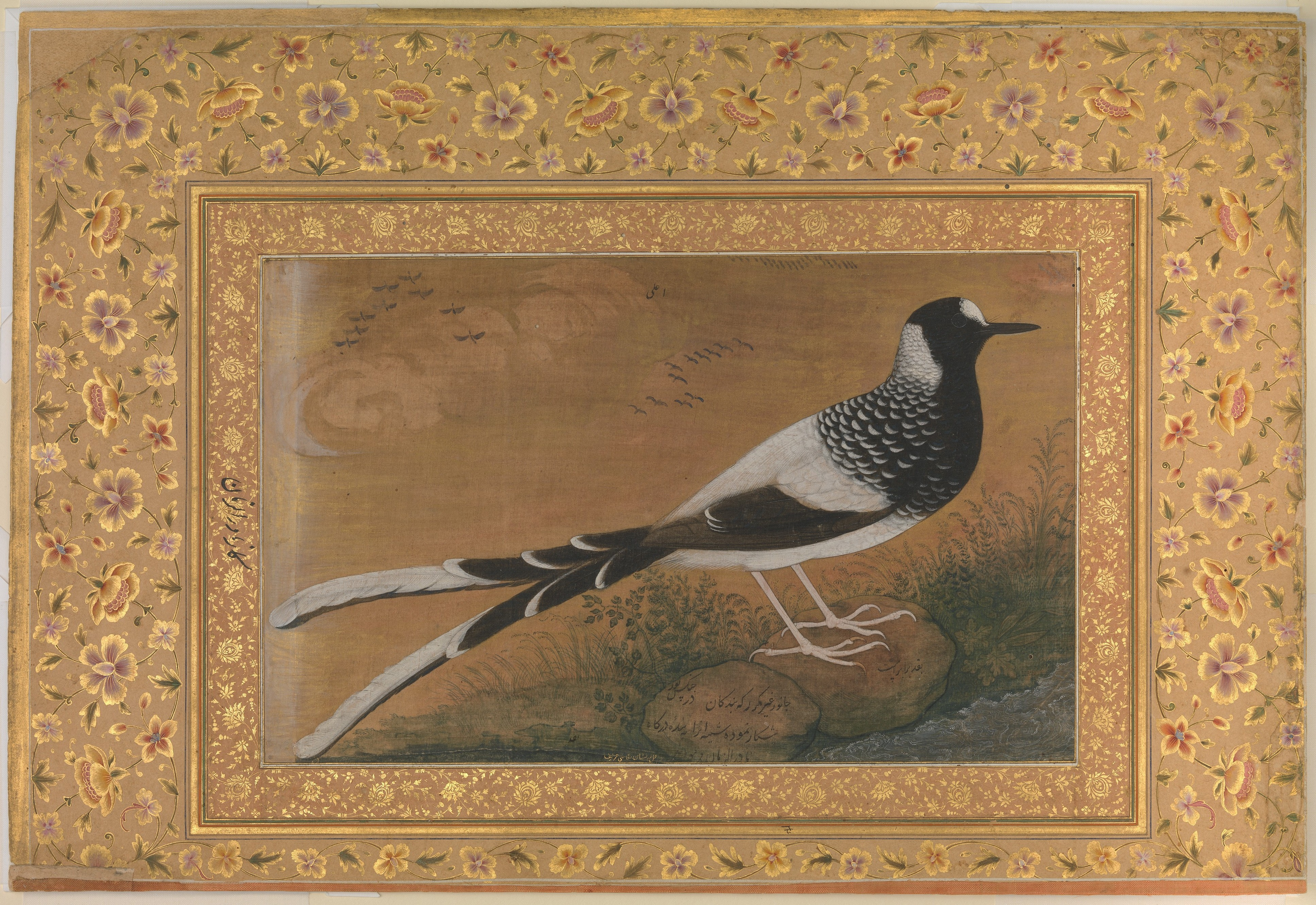
شوكة مرقطة، من ألبوم شاه جهان، حوالي 1610-1615، متحف متروبوليتان.
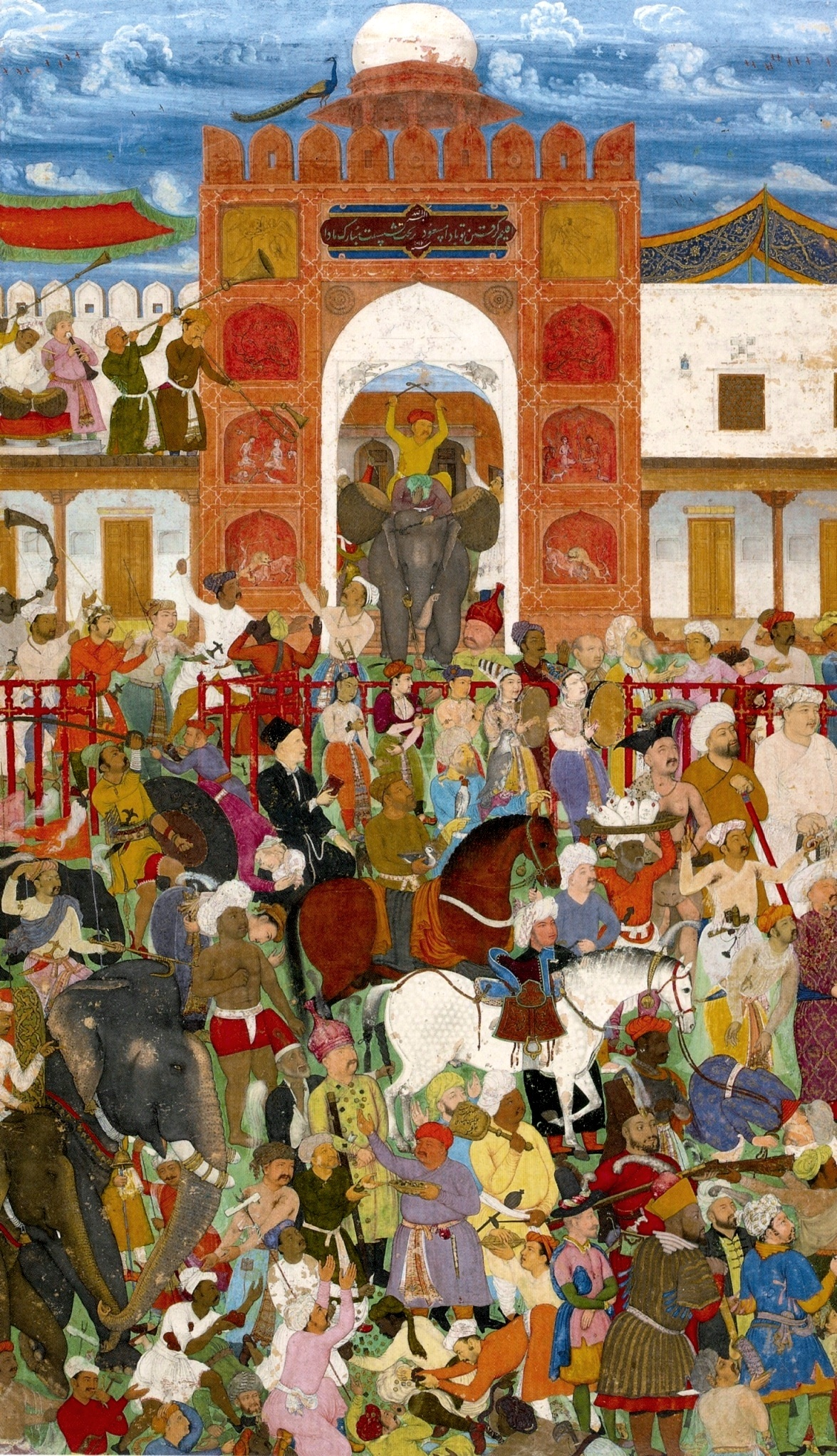
احتفالات اعتلاء جهانجير العرش. جهانجيرناما. ألبوم سانت بطرسبرغ، حوالي ١٦١٥-١٦١٨، معهد المخطوطات الشرقية التابع للأكاديمية الروسية للعلوم .
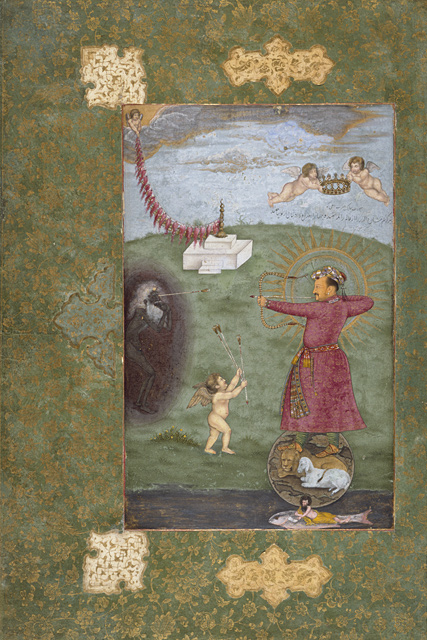
الإمبراطور جهانجير ينتصر على الفقر، منسوب إلى أبي الحسن، حوالي ١٦٢٠-١٦٢٥. ألوان مائية معتمة، ذهب، وحبر على الصفحة ٢٣.٨١ × ١٥.٢٤ سم.
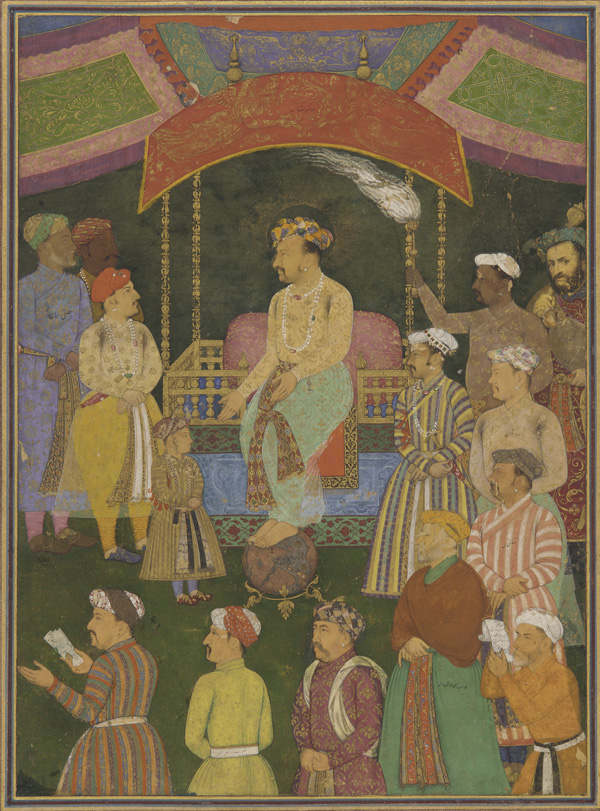
مشهد دوربار جهانجير. رسمه أبو الحسن، حوالي عام ١٦١٥. ألوان مائية معتمة، ذهب، وحبر على ورق، ١٦.٩ × ١٢.٣ سم. معرض فرير للفنون، مؤسسة سميثسونيان، واشنطن العاصمة، شراء رقم F1946.28.
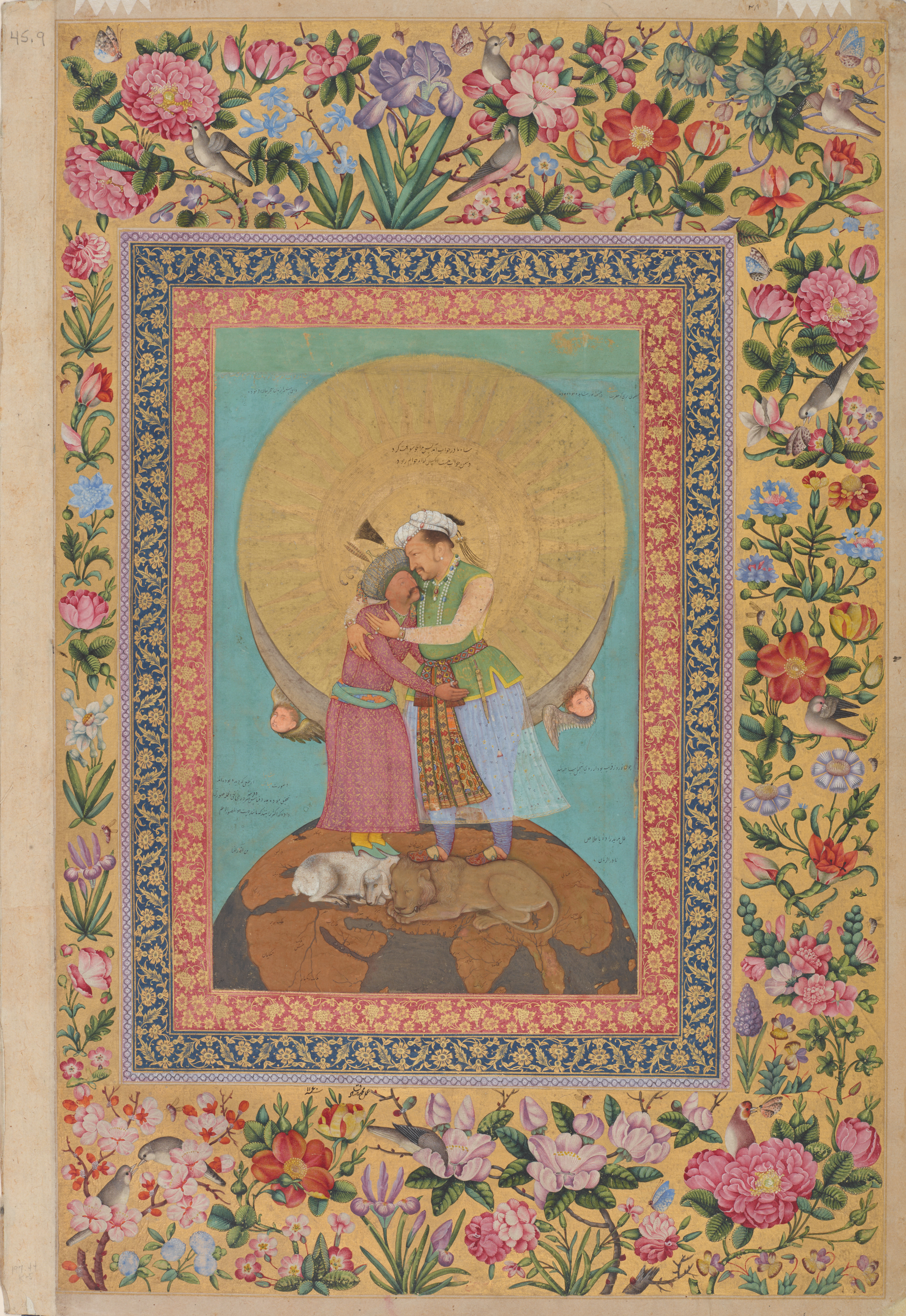
أبو الل - ألبوم سانت بطرسبرغ - تمثيل رمزي للإمبراطور جهانجير والشاه.
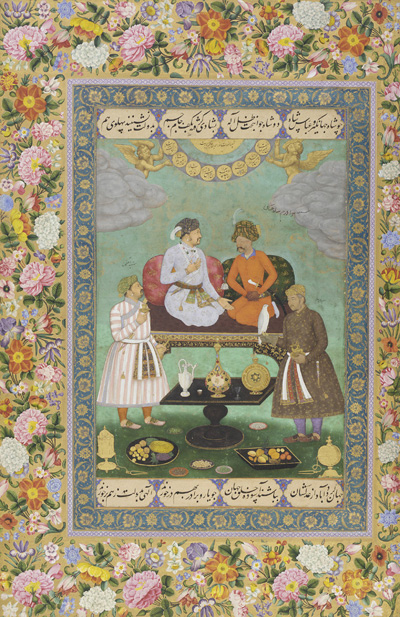
أبو الحسن، جهانجير يستضيف شاه عباس ، حوالي عام 1620. واشنطن العاصمة: معرضي فرير وساكلر.
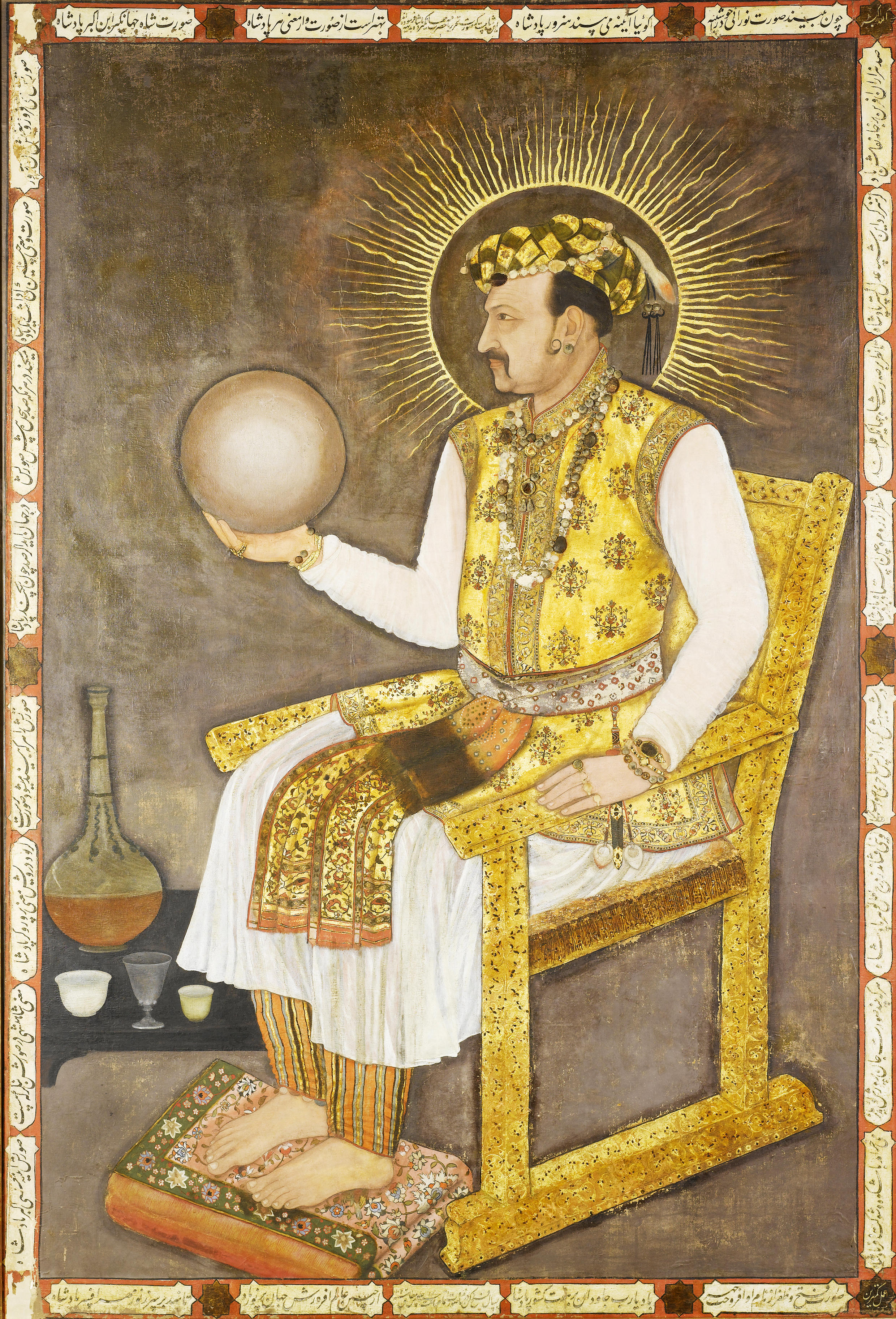
الإمبراطور المغولي جهانجير، مرتديًا هالةً ذهبيةً مشعةً، يحمل كرةً أرضيةً (حوالي عام ١٦١٧). أكبر لوحةٍ مغوليةٍ معروفةٍ تُصوّر الإمبراطور جهانجير. تُنسب إلى أبي الحسن، وقد رُسمت في ماندو بواسطة نادر الزمان.
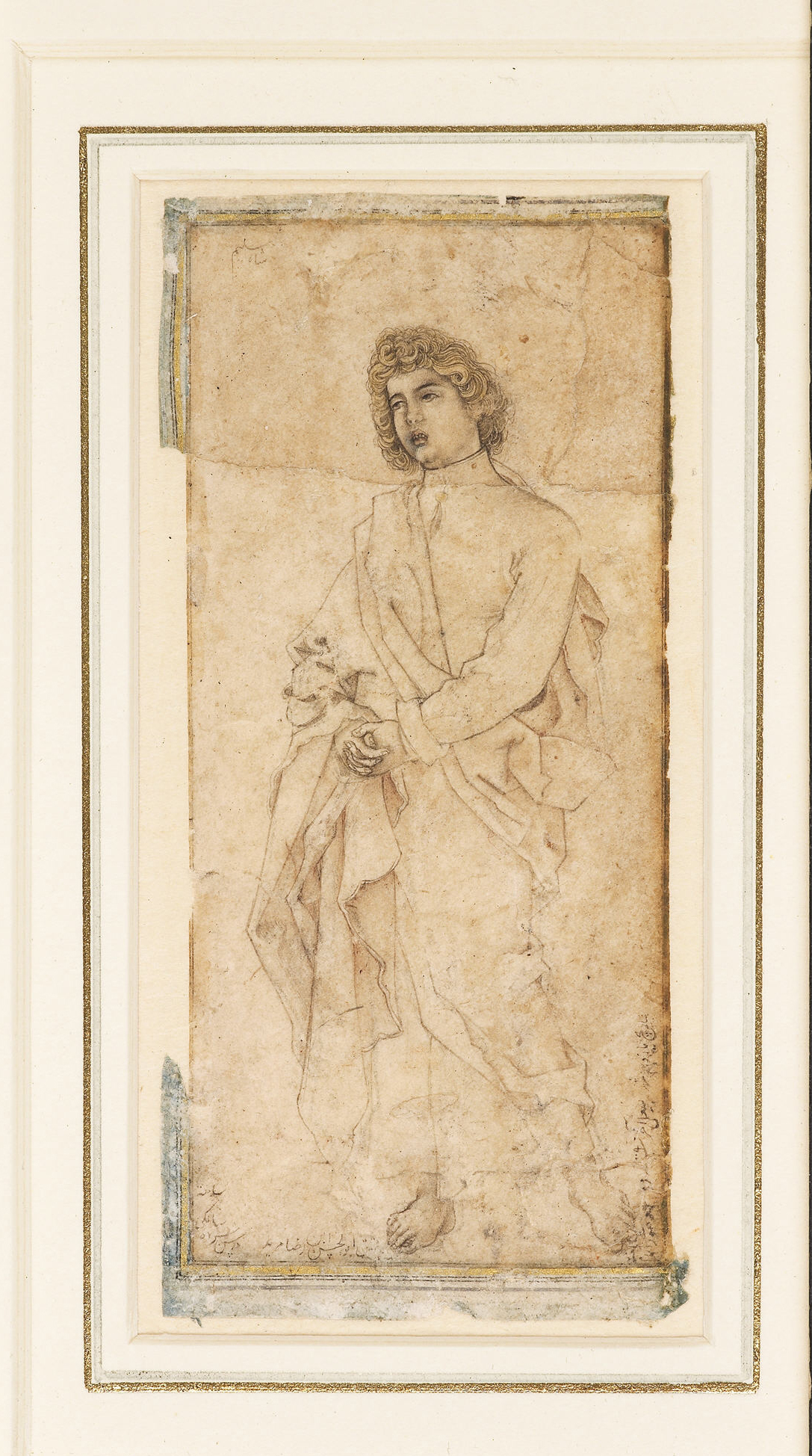
أبو الحسن. دراسة للقديس يوحنا الإنجيلي، مُقتبسة من نقش دورر لصلب المسيح عام ١٥١١. مؤرخة بـ ١٦٠٠-١٦٠١، متحف أشموليان، أكسفورد.
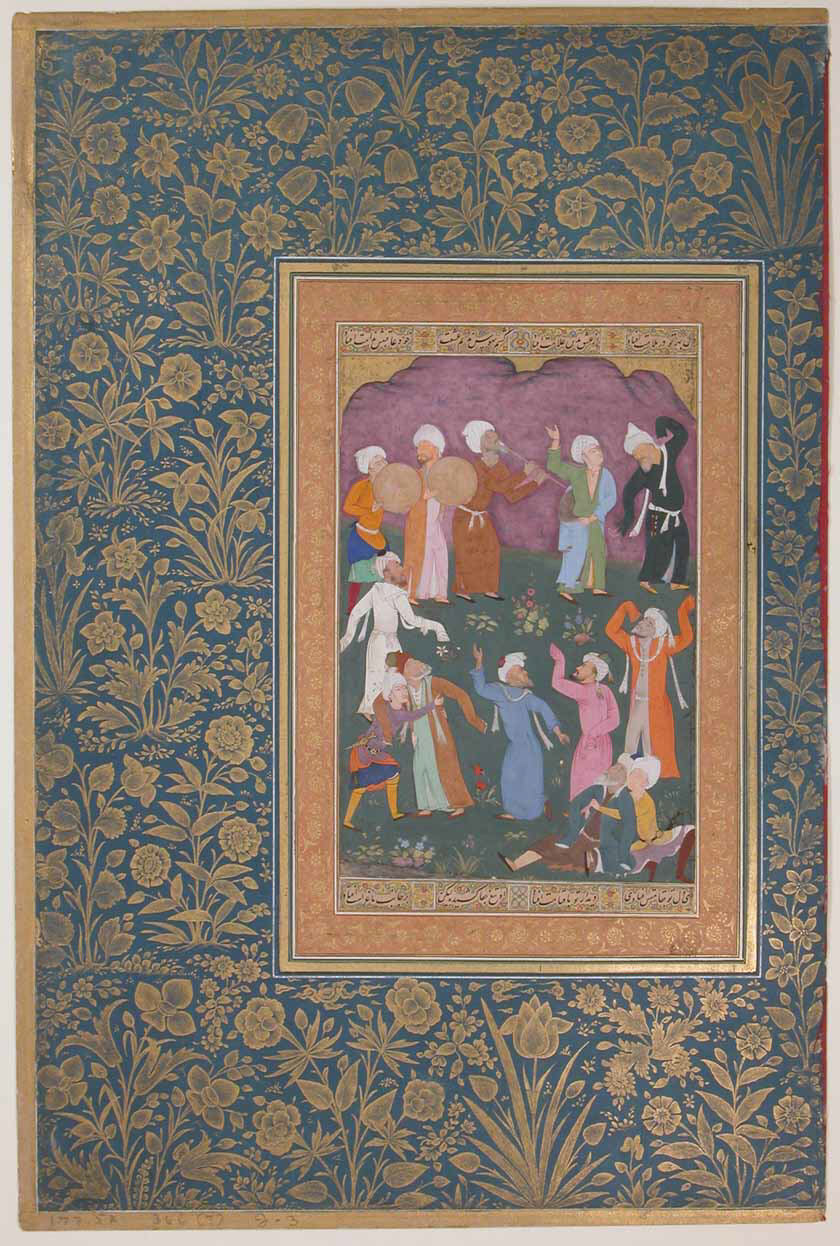
"رقص الدراويش"، صفحة من ألبوم شاه جهان. من تأليف آقا ميراك، مُعاد فرشها (تنقيح) أبو الحسن.

## روابط خارجية
- ألبوم الأباطرة: صور من الهند المغولية ، كتالوج معرض من متحف متروبوليتان للفنون (متاح بالكامل على الإنترنت بصيغة PDF)، والذي يحتوي على مواد عن أبو الحسن
- دراسة القديس يوحنا الإنجيلي ، بعد ألبريشت دورر، مؤرخة 1600-1601، متحف متروبوليتان للفنون
- شوكة مرقطة، من ألبوم شاه جهان ( حوالي 1610-1615) متحف المتروبوليتان للفنون
- جهانجير يطلق النار على مالك عنبر (حوالي عام 1620) معرض فرير للفنون
- الإمبراطور جهانجير ينتصر على الفقر (حوالي 1620-1625) متحف مقاطعة لوس أنجلوس للفنون
- مشهد دربار لجاهانجير (حوالي عام 1615) معرض فرير للفنون
- تمثيل رمزي للإمبراطور جهانجير والشاه عباس من بلاد فارس (حوالي 1618) معرض فرير للفنون
- الإمبراطور المغولي جهانجير مرتديًا هالة ذهبية مشعة، وهو يحمل كرة أرضية (حوالي عام 1617) مكتبة سوذبيز للصور، لندن
- جهانجير يستضيف عباس (حوالي عام 1620) معرض فرير للفنون
- معرض أقيم في متحف المتروبوليتان، 21 أكتوبر 1987 - 14 فبراير 1988